# キャメロン・マクリーン
キャメロン・マクリーン（Cameron McLean、1967年12月14日 - ）は、オーストラリアの元レーシングドライバー。

## 経歴
マクリーンは14歳でカートでレースを開始。 彼が有名になったのは、オーストラリアスポーツセダン選手権でBMW・M3をドライブしてタイトルを獲得した1995年であった。マクリーンは、オーストラリアスーパーツーリング選手権で1997年と1998年にプライベーター部門のドライバータイトルを獲得。 1999年に彼はV8スーパーカーに移り、 このレースでもプライベータータイトルを受賞した。そこから、彼は選択されたイベントでレースをしたが、耐久レースでは常に常連でだった。 2001年と2002年の間、彼はプライベートチームのパラゴン・モータースポーツのマシンをドライブしたが、ワークスチームからフルタイムに参戦することはできなかった。マクリーンは、ディック・ジョンソン・レーシング、クマート・レーシング、ストーン・ブラザーズ・レーシング、フォード・パフォーマンス・レーシング、ギャリー・ロジャース・モータースポーツなど、さまざまな主要チームより参戦した。彼のV8スーパーカーのハイライトは、 2004年のサンダウン500で、ラッセル・インガルと共にストーン・ブラザーズ・レーシングより参戦し、2位に入賞したレースだった。マクリーンはまた、 2001年のバサースト1000でグレッグ・リッターと共に4位で完走している。 

## キャリアの結果
| 年     | シリーズ                                           | 位置 | 車                                        | 応募者                                                          |
| ------ | -------------------------------------------------- | ---- | ----------------------------------------- | --------------------------------------------------------------- |
| 1995年 | オーストラリアスポーツセダン選手権                 | 1位  | BMW M3                                    |                                                                 |
| 1996年 | オーストラリアスーパーツーリングチャンピオンシップ | 9日  | BMW 318i                                  | Greenfield Mowers Racing                                        |
| 1997年 | オーストラリアスーパーツーリングチャンピオンシップ | 6日  | オペルベクトラ ホールデンベクトラ         | Greenfield Mowers Racing                                        |
| 1998年 | オーストラリアスーパーツーリングチャンピオンシップ | 4位  | BMW 320i                                  | Greenfield Mowers Racing                                        |
| 1999年 | オーストラリアスーパーツーリングチャンピオンシップ | 13日 | ボルボS40                                 | ボルボレーシング                                                |
| 1999年 | シェルチャンピオンシップシリーズ                   | 18日 | フォードELファルコン                      | Greenfield Mowers Racing                                        |
| 2000年 | シェルチャンピオンシップシリーズ                   | 20日 | フォードAUファルコン                      | Greenfield Mowers Racing シェルヘリックスレーシング             |
| 2001年 | シェルチャンピオンシップシリーズ                   | 25日 | フォードAUファルコン                      | パラゴンモータースポーツ シェルヘリックスレーシング             |
| 2002年 | V8スーパーカーチャンピオンシップシリーズ           | 25日 | フォードAUファルコン                      | パラゴンモータースポーツ                                        |
| 2003年 | V8スーパーカーチャンピオンシップシリーズ           | 47位 | ホールデンVXコモドール                    | Kマートレーシングチーム                                         |
| 2004年 | V8スーパーカーチャンピオンシップシリーズ           | 33日 | フォードBAファルコン                      | CaltexHavolineレースチーム                                      |
| 2005年 | V8スーパーカーチャンピオンシップシリーズ           | 56日 | フォードBAファルコン                      | フォードパフォーマンスレーシング                                |
| 2005年 | オーストラリアカレラカップ選手権                   | 9日  | ポルシェ911GT3カップタイプ996             | Sherrin Hire Pty Ltd                                            |
| 2006年 | V8スーパーカーチャンピオンシップシリーズ           | 48日 | フォードBAファルコン ホールデンVZコモドア | フォードパフォーマンスレーシング レプコバルボリンカミンズチーム |
| 2007年 | V8スーパーカーチャンピオンシップシリーズ           | 40日 | ホールデンVEコモドア                      | バルボリンカミンズレースチーム                                  |

### バサースト1000
| 年       | チーム                             | 車                     | コ・ドライバー           | ポジション | ラップ |
| -------- | ---------------------------------- | ---------------------- | ------------------------ | ---------- | ------ |
| 1997年 * | ボルボディーラーレーシング         | ボルボ・850            | ヤン・ニルソン           | 5位        | 158    |
| 1998年 * | Greenfield Mowers Racing           | BMW・320i              | トニー・スコット         | 4位        | 159    |
| 1998年   | ギャリーロジャースモータースポーツ | ホールデン・コモドアVS | ガース・タンデル         | DNF        | 49     |
| 1999年   | Greenfield Mowers Racing           | フォード・ファルコンEL | ジョン・クレランド       | DNF        | 138    |
| 2000年   | ディックジョンソンレーシング       | フォード・ファルコンAU | スティーブン・ジョンソン | 4位        | 161    |
| 2001年   | ディックジョンソンレーシング       | フォード・ファルコンAU | グレッグ・リッター       | 4位        | 161    |
| 2002年   | パラゴンモータースポーツ           | フォード・ファルコンAU | トニー・スコット         | 8位        | 161    |
| 2003年   | Kマートレーシングチーム            | ホールデン・コモドアVX | アンディ・プリオール     | DNF        | 33     |
| 2004年   | ストーンブラザーズレーシング       | フォード・ファルコンBA | ラッセル・インガル       | 6位        | 161    |
| 2005年   | フォードパフォーマンスレーシング   | フォード・ファルコンBA | グレッグ・リッター       | 18位       | 138    |
| 2006年   | ギャリーロジャースモータースポーツ | ホールデン・コモドアVZ | グレッグ・リッター       | 13位       | 160    |
| 2007年   | ギャリーロジャースモータースポーツ | ホールデン・コモドアVE | グレッグ・リッター       | 9位        | 161    |

- スーパーツーリング1000